# ساحة المرح
ساحة المرح (بالإنجليزية: The Backyardigans)‏ هو مسلسل تلفزيوني أمريكي-كندا رسوم متحركة بالكمبيوتر حول خمسة جيران من الحيوانات ، يُدعون يونيكا ، بابلو ، تيرون ، تاشا وأوستن ، يتخيلون أنفسهم في مغامرات رائعة في فناء منزلهم الخلفي. يتشاركون في فناء خلفي طويل بين منازلهم وتبدأ مغامراتهم التي تتضمن مجموعة متنوعة من الأنواع والإعدادات. استمر العرض لمدة أربعة مواسم و 80 حلقة (74 حلقة منتظمة و 3 حلقات خاصة مزدوجة الطول من جزأين).
1. ↑  "البرامج التلفزيونية.دي إي" (بالألمانية). Retrieved 2020-06-25.